# 三帚圆星虫
三帚圆星虫（学名：Cyclastrum trifastigiatum）为孔盘虫科圆星虫属的动物。在中国，分布于东海等海域。